# Estadi Raymond-Kopa
L'Estadi Raymond-Kopa (oficialment i en francès, Stade Raymond-Kopa) és un estadi de futbol situat a la ciutat d'Angers, a França.
Va ser inaugurat el 1912, però l'actual recinte data de l'any 2010. Pertany al Municipi d'Angers. El seu equip titular és l'Angers Sporting Club de l'Ouest (SCO).

## Història
La història de l'estadi, originàriament anomenat Estadi Bessonneau pel seu creador Julien Bessonneau, comença el 1912. Va ser renovat el 1925. El 1957 va ser renovat una altra vegada, la seva pista d'atletisme que envoltava el seu camp de futbol va ser destruït i es va construir la tribuna Saint-Léonard. Aleshores, l'estadi va canviar de nom a Stade Jean-Bouin, en honor del maratonista que va morir durant la Primera Guerra Mundial. La seva capacitat va créixer, va poder acollir fins a 21.000 espectadors.
El 1993 l'estadi va conèixer una nova remodelació per complir els requisits de la primera divisió (Ligue 1). Així doncs, van construir la tribuna Colombier. Però per seguretat, la seva capacitat va baixar fins a 17.000 seients. El seu famós pujol d'herba situat darrere d'una de les porteries va ser arrasat. Aquest pujol acollia els afeccionats més fervents de l'Angers SCO, era el símbol de l'estadi.
El 2010 una nova tribuna va reemplaçar el pujol, la tribuna Coubertin, amb una capacitat de 5.400 espectadors. L'actual capacitat és de 18.000 espectadors. L'any 2017 adoptà el nom d'Stade Raymond Kopa.

## Partits internacionals

### Partits internacionals femenins
| Data                   | Competició                     | Equip 1 | Equip 2       | Resultat | Afluència |
| ---------------------- | ------------------------------ | ------- | ------------- | -------- | --------- |
| 1 de juny de 1996      | Eliminatoris Euro 1997         | França  | Islàndia      | 3-0      | 3.000     |
| 24 de setembre de 2005 | Eliminatoris Copa del Món 2007 | França  | Països Baixos | 0-1      | 5.635     |
| 19 de novembre de 2010 | Partit amistós                 | França  | Polònia       | 5-0      | 4.371     |
| 6 de juliol de 2013    | Partit amistós                 | França  | Austràlia     | 0-2      | 9.187     |
| 5 d'abril de 2014      | Eliminatoris Copa del Món 2015 | França  | Kazakhstan    | 7-0      | 7.231     |

### Partits internacionals Esperances
| Data                   | Competició                        | Equip 1 | Equip 2    | Resultat |
| ---------------------- | --------------------------------- | ------- | ---------- | -------- |
| 30 de març de 1991     | Eliminatoris Euro Esperances 1992 | França  | Albània    | 3-0      |
| 14 de novembre de 2011 | Eliminatoris Euro Esperances 2013 | França  | Eslovàquia | 2-0      |

## Anècdotes
- Temps enrere, la tribuna Jean-Bouin tenia una terrassa en el seu cim.
- El 24 d'octubre de 2008, l'estadi Jean-Bouin va ser el primer estadi que va acollir un àrbitre femení (Sabine Bonnin) durant un partit de futbol entre dos equips professionals. Va ser durant el segon temps del partit Angers SCO-Tours FC (2-0).

## Galeria d'imatges

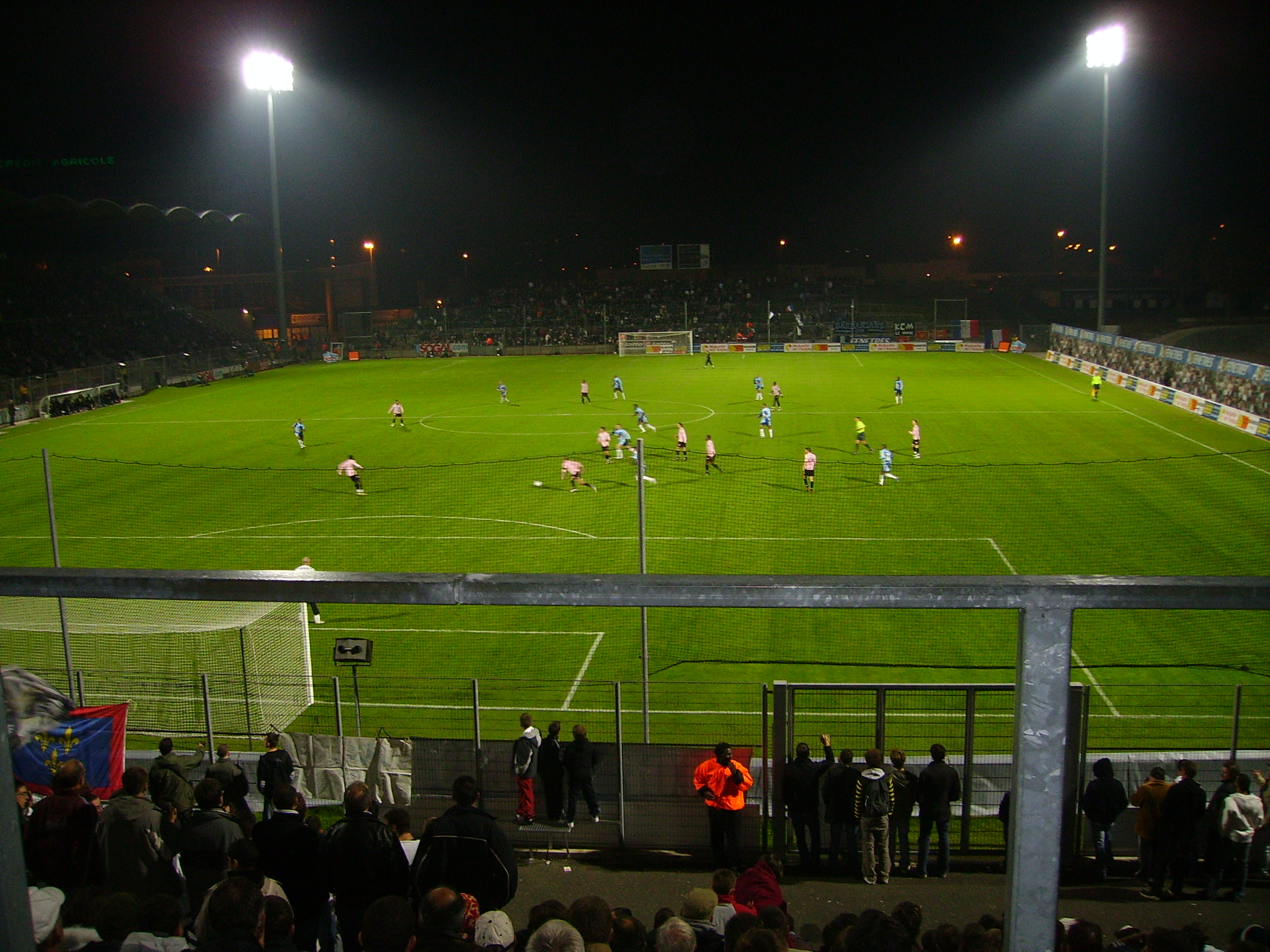
Durant el partit Angers SCO - Le Havre AC el 2007